# La abuelita Paz
La abuelita Paz fue una serie de historietas creada por Vázquez para la revista "Gran Pulgarcito" de Editorial Bruguera en 1969. Otros autores, como Torá y el estudio de Blas Sanchis, también realizaron algunas de sus historietas para mantener el ritmo de producción exigido por la editorial.

## Trayectoria editorial
Aparte de en "Gran Pulgarcito", La abuelita Paz se publicó en "Mortadelo" y "Súper Mortadelo".

## Argumento
La abuelita Paz es una viejecita aparentemente encantadora, aficionada a pasear, que indefectiblemente frustra los planes de los que la rodean, saliendo ella siempre airosa. Para dar satisfacción a todos los pobres que piden, divide toda su escasa pensión en calderilla de céntimos y les da diez céntimos a cada uno, lo que, como es natural, les fastidia bastante. Cargada siempre de buenas intenciones, es capaz de conducir un coche a una velocidad vertiginosa (y aparcarlo perfectamente, por ejemplo, en lo alto de una palmera) o ponerse al volante de una lancha. Sus buenas intenciones siempre acaban teniendo consecuencias catastróficas para los que le rodean. A veces lleva a cabo descubrimientos extraordinarios, como la vez que va al mar, que tiene un tapón para vaciarlo que nunca nadie ha encontrado. La Abuelita Paz no tiene ningún problema para localizarlo y, como es lógico, probar a ver si funciona.